# Ocupació (dret)
L'ocupació és en el dret civil, una manera d'adquirir la propietat privada de les coses que no tenen amo. Consisteix en la seva aprehensió material juntament amb l'ànim d'adquirir el domini. Per tant, només podran ser objecte d'ocupació les coses corporals, ja siguin mobles o immobles i s'ha de fer amb l'ànim de ser l'amo, el propietari, comportant-se com a tal. Transcorregut el temps de prescripció i en la forma prevista pel Codi Civil de Catalunya es produeix la usucapió i, així, l'ocupant esdevé propietari. L'ocupació pot ser de coses animades (pesca, caça, bestiar), o sobre coses inanimades. A Roma, l'ocupació va ser una forma d'adquirir el domini segons el dret de gents.